# Upper Island
Upper Island (wörtlich aus dem Englischen übersetzt Obere Insel) ist eine schmale Insel im Archipel der Biscoe-Inseln vor der Graham-Küste des Grahamlands auf der Antarktischen Halbinsel. Sie liegt zwischen den Inseln Cliff Island und Harp Island sowie 13 km westlich des Prospect Point auf der Nordseite der Mutton Cove.
Teilnehmer der British Graham Land Expedition (1934–1937) unter der Leitung des australischen Polarforschers John Rymill kartierten sie und nahmen die Benennung vor.